# Alfred Achermann
Alfred Achermann (Hitzkirch, 17 de juliol de 1959) va ser un ciclista suís, que fou professional entre 1984 i 1991. Del seu palmarès destaca la medalla de plata als Jocs Olímpics de Los Angeles de 1984 quan encara era amateur

## Palmarès
- 1984
  -  Medalla de plata als Jocs Olímpics de Los Angeles an la prova contrarellotge per equips (amb Richard Trinkler, Laurent Vial i Benno Wiss)

### Resultats al Tour de França
- 1987. 86è de la classificació general
- 1988. 125è de la classificació general
- 1989. 80è de la classificació general
- 1990. Abandona (11a etapa)
- 1991. 145è de la classificació general

### Resultats al Giro d'Itàlia
- 1985. 126è de la classificació general

### Resultats a la Volta a Espanya
- 1987. Abandona